# Gwen Moore
Gwendolynne Sophia Moore (Racine, 18 de abril de 1951) é uma cientista política e política estadunidense. Atua como deputada dos Estados Unidos no 4º distrito congressional de Wisconsin [en] desde 2005. No ano de 2016, Moore foi eleito para servir como líder do caucus do Congressional Black Caucus para o 115º Congresso dos Estados Unidos.
Ela é filiada ao Partido Democrata. Seu distrito é baseado em Milwaukee e, como resultado da redistribuição eleitoral de 2011 [en], também inclui alguns subúrbios do Condado de Milwaukee: Bayside, Brown Deer, Cudahy, Fox Point, Glendale, St. Francis, South Milwaukee, West Milwaukee, Shorewood e Whitefish Bay. Moore é a primeira mulher a representar o distrito e a segunda mulher, depois de Tammy Baldwin, e a primeira afro-americana eleita para o Congresso por Wisconsin.
Moore é atualmente a deputada mais longeva de Wisconsin, depois que o deputado Ron Kind [en] aposentou-se, em 2023.

## Biografia

### Primeiros anos e formação acadêmica
Moore nasceu em Racine, no interior do Wisconsin, mas passou a maior parte de sua vida em Milwaukee. É a oitava em uma família composta por nove filhos; seu pai trabalhava em uma fábrica e sua mãe era professora de escola pública. Moore frequentou a North Division High School [en] e atuou como presidente do conselho estudantil. Mais tarde, frequentou a Universidade Marquette e tornou-se mãe solteira, tendo direito de tornar-se beneficiária da previdência social. Obteve o título de Bacharel em Ciências Políticas no ano de 1973.
Como organizadora do AmeriCorps VISTA [en], Moore trabalhou para estabelecer a Cooperativa de Crédito para o Desenvolvimento Comunitário de Cream City para oferecer concessões e empréstimos a residentes de baixa renda para abrir empresas. Por seu trabalho, ela recebeu o prêmio nacional “VISTA Volunteer of the Decade” que compreendeu os anos de 1976 até 1986.
Entre1985 e 1989, trabalhou para a prefeitura de Milwaukee [en] como estrategista de desenvolvimento de bairros e para o Departamento de Relações de Emprego e Saúde e Serviços Sociais do estado. Moore também trabalhou para a Wisconsin Housing and Economic Development Authority (WHEDA) como oficial de habitação.

## Legislatura de Wisconsin
Moore foi eleita para a Assembleia de Wisconsin [en] em 1988 e cumpriu dois mandatos representando o 7º distrito da Assembleia de Wisconsin [en]. Ela foi uma voz proeminente que pediu uma investigação sobre o caso do assassino em série Jeffrey Dahmer, que morava a duas quadras de Moore.
No ano de 1992, Moore foi eleita para o Senado Estadual de Wisconsin [en], no qual representou o 4º distrito congressional de Wisconsin [en] de 1993 a 2005. Foi a primeira mulher afro-americana a ser eleita para o senado estadual  e tornou-se uma voz proeminente contra as medidas obrigatórias de segurança de identificação para entrar no Capitólio. Ela disse: “Lembro-me com muita frequência que [o sequestrador do 11 de setembro] Mohammed Atta tinha um documento de identidade com foto. Isso não dirá às pessoas se eu sou um terrorista. Isso tira os direitos das pessoas que vêm ao Capitólio”.[carece de fontes?]

### Câmara dos Deputados dos Estados Unidos

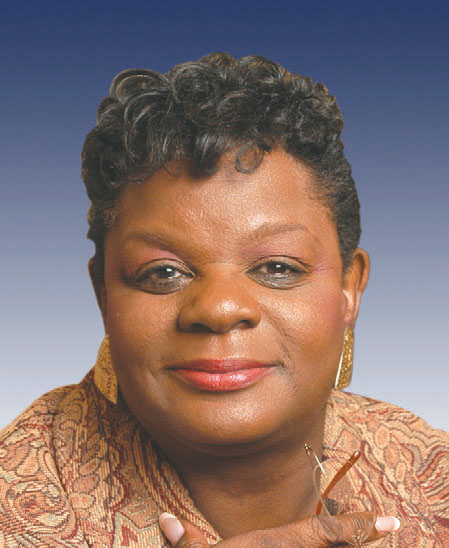
Moore durante o 109.º Congresso dos Estados Unidos

Moore foi eleito para a Câmara dos Deputados dos Estados Unidos em 2004 com 69,6% dos votos, derrotando o advogado Republicano Gerald Boyle. Foi uma das poucas afro-americanas a ser eleita para o Congresso como caloura em 2004, e a primeira afro-americana e a segunda mulher (depois de Tammy Baldwin) a representar Wisconsin no Congresso.
Moore é uma defensora proeminente dos direitos das mulheres, divulgando declarações frequentes sobre tópicos que vão desde a conscientização sobre violência doméstica até o direito ao aborto. No mês de janeiro de 2011, ela foi eleita copresidente democrata do Congressional Women's Caucus para tornar-se líder na reforma do seguro saúde e na proteção dos direitos reprodutivos. É membro do Caucus Progressista do Congresso [en].
Durante o debate no congresso, em fevereiro de 2011, sobre a emenda Pence para retirar o financiamento da Federação de Paternidade Planejada da América, em resposta aos comentários de Paul Broun [en] sugerindo que a entidade promovia a eugenia racista porque mais mulheres negras do que brancas fazem abortos, Moore falou sobre sua experiência em "criar filhos com pouco dinheiro e por que 'planejamento familiar' é saudável para as mulheres, é saudável para as crianças e é saudável para nossa sociedade”. Manteve posição pública contrária à investigação sobre a contabilidade financeira da Federação de Paternidade Planejada, dizendo que a investigação era “um desperdício lamentável de dólares do contribuinte”. Moore votou contra tentativas de endurecimento ao aborto legal em 2011.
No mês março de 2012, durante o debate na Câmara sobre a prorrogação da lei da violência contra a mulher [en], falou sobre sua experiência de ter sido agredida sexualmente e estuprada quando criança e adulta, criticando o Comitê Judiciário do Senado, composto apenas por homens, que votou “não” no projeto de lei.
Na primeira sessão do 109º Congresso, Moore obteve 90% ou mais de aprovação da agenda legislativa da Federação de Paternidade Planejada de Wisconsin, da Associação Nacional para o Progresso de Pessoas de Cor (NAACP), do Sierra Club de Wisconsin e do sindicato internacional dos empregados em serviços [en]. Tem atuado legislativamente em questões tradicionais democratas e progressistas, acreditando que o governo federal deve desempenhar um papel significativo na melhoria da pobreza e na resolução de problemas locais difíceis. Moore recebeu apoio de diversos  grupos de interesse, incluindo a União Americana pelas Liberdades Civis (93%), Human Rights Campaign (100%), Liga Nacional de Ação pelo Aborto e Direitos Reprodutivos(NARAL) (100%), The National Farmer's Union (100%) e Defenders of Wildlife Action Fund (100%). Gween não conta com o apoio daqueles que apoiam os direitos dos caçadores e esportistas (0% de apoio da Sportsmen and Animal Owner's Voting Alliance), dos oponentes do direito ao aborto (0% de apoio da National Right to Life) e das posições conservadoras em relação à reforma tributária (0% de apoio da Americans for Tax Reform).
Durante seu primeiro mandato, Moore apresentou uma legislação para oferecer incentivos econômicos e cortes de impostos [en] para pequenas empresas visando promover a criação de empregos, além de ser cossignatária de uma legislação de apoio a subsídios comunitários em bloco, continuidade e expansão do financiamento do Medicaid, emenda da lei de transparência no crédito [en] para evitar os chamados “empréstimos predatórios” e remoção das tropas do Iraque. Também foi cossignatária de duas emendas prospectivas à Constituição dos Estados Unidos, fornecendo padrões eleitorais nacionais uniformes e proibindo a discriminação de gênero.
No dia 6 de maio de 2006, Moore e oito outros membros do Congressional Black Caucus foram presos e multados por reunião ilegal e conduta desordeira depois de entrarem no terreno da embaixada do Sudão para chamar a atenção para o conflito em Darfur. Moore disse que o grupo esperava ser preso, mas que estava satisfeito em participar de um “ato pacífico de desobediência civil”.
Em julho de 2019, Moore votou contra uma resolução da Câmara apresentada pelo deputado Brad Schneider [en], opondo-se aos esforços de boicote ao Estado de Israel e ao Movimento Global de Boicote, Desinvestimento e Sanções contra Israel. A resolução foi aprovada por 398 a 17. Moore votou a favor dos dois artigos de impeachment contra o presidente Donald Trump.
Em 2023, Moore estava entre os 56 democratas que votaram a favor de uma resolução, que instruía o presidente Joe Biden a retirar as tropas americanas da Síria em 180 dias.
Moore estava entre os 46 democratas que votaram contra a aprovação final da Lei de Responsabilidade Fiscal de 2023 na Câmara.

## Vida pessoal
O filho de Gween, Supreme Moore Omokunde [en] (na época conhecido como Sowande Ajumoke Omokunde), foi preso em conexão com o fato de que, em 2 de novembro de 2004, veículos do Partido Republicano foram destruídos por pneus em Milwaukee. Foi acusado em 24 de janeiro de 2005 de um crime relacionado ao evento, mas concordou em 20 de janeiro de 2006 em não contestar em troca de uma recomendação de sentença de restituição e liberdade condicional.  Em 26 de abril de 2006, o juiz do circuito do condado de Milwaukee, Michael B. Brennan [en], desconsiderou a recomendação da sentença e condenou Omokunde a quatro meses de prisão e multa de mais 2 mil dólares. Em resposta, Moore disse: “Amo muito meu filho. Tenho muito orgulho dele. Ele aceitou a responsabilidade”.
Omokunde tornou-se membro do conselho de supervisores do condado de Milwaukee em 2015, e foi eleito para a Assembleia de Wisconsin em 2020.
Moore tornou-se delegado dos Estados Unidos na Assembleia Parlamentar da Organização para a Segurança e Cooperação na Europa.
Realizado na Filadélfia, capital da Pensilvânia, Moore, participou da Convenção Nacional Democrata de 2016 como super-delegada, prometendo seu apoio à candidata Hillary Clinton. Quatro anos depois, discursou na Convenção Nacional Democrata de 2020 [en], realizado em Milwaukee.
Em 28 de dezembro de 2020, Moore anunciou que havia testado positivo para a COVID-19 e que estava em quarentena. Viajou a Washington para votar em Nancy Pelosi como presidente da Câmara depois de anunciar que seu período de quarentena havia terminado.
Moore é batista.

## Histórico eleitoral

### Assembleia de Wisconsin (1988, 1990)
| Ano  | Eleição  | Data           | Eleito            | Eleito    | Eleito | Eleito | Derrotado           | Derrotado | Derrotado | Derrotado | Total  | Pluralidade |
| ---- | -------- | -------------- | ----------------- | --------- | ------ | ------ | ------------------- | --------- | --------- | --------- | ------ | ----------- |
| 1988 | Primária | 13 de setembro | Gwen Moore        | Democrata | 2.463  | 52,71% | Charles E. Fox      | Dem.      | 1.613     | 34,52%    | 4.673  | 850         |
| 1988 | Primária | 13 de setembro | Gwen Moore        | Democrata | 2.463  | 52,71% | Glenn O. Givens Jr. | Dem.      | 597       | 12,78%    | 4.673  | 850         |
| 1988 | Geral    | 8 de novembro  | Gwen Moore        | Democrata | 10.174 | 70,75% | Jeffrey S. Wuest    | Rep.      | 4.206     | 29,25%    | 14.380 | 5.968       |
| 1990 | Geral    | 6 de novembro  | Gwen Moore (inc.) | Democrata | 3.847  | 69,48% | Scott K. Walker     | Rep.      | 1.690     | 30,52%    | 5.537  | 2.157       |

### Senado de Wisconsin (1992, 1996, 2000)
| Ano  | Eleição  | Data           | Eleito            | Eleito    | Eleito | Eleito | Derrotado             | Derrotado | Derrotado | Derrotado | Total  | Pluralidade |
| ---- | -------- | -------------- | ----------------- | --------- | ------ | ------ | --------------------- | --------- | --------- | --------- | ------ | ----------- |
| 1992 | Primária | 8 de setembro  | Gwen Moore        | Democrata | 11.066 | 54,43% | Louis Fortis          | Dem.      | 8.011     | 39,40%    | 20.331 | 3.055       |
| 1992 | Primária | 8 de setembro  | Gwen Moore        | Democrata | 11.066 | 54,43% | Phyllis Williams-Kirk | Dem.      | 1.254     | 6,17%     | 20.331 | 3.055       |
| 1992 | Geral    | 3 de novembro  | Gwen Moore        | Democrata | 47.571 | 100,0% |                       |           |           |           | 47.571 | 47.571      |
| 1996 | Primária | 10 de setembro | Gwen Moore (inc.) | Democrata | 6.277  | 78,45% | Henry Lampkins Jr.    | Dem.      | 1.724     | 21,55%    | 8.001  | 4.553       |
| 1996 | Geral    | 5 de novembro  | Gwen Moore (inc.) | Democrata | 38.018 | 100,0% |                       |           |           |           | 38.018 | 38.018      |
| 2000 | Geral    | 7 de novembro  | Gwen Moore (inc.) | Democrata | 47.980 | 99,09% | 48.423                | 47.537    |           |           |        |             |

### Câmara dos EUA (2004–presente)
| Ano  | Eleição  | Data           | Eleito            | Eleito    | Eleito  | Eleito | Derrotado           | Derrotado | Derrotado | Derrotado | Total   | Pluralidade |
| ---- | -------- | -------------- | ----------------- | --------- | ------- | ------ | ------------------- | --------- | --------- | --------- | ------- | ----------- |
| 2004 | Primária | 14 de setembro | Gwen Moore        | Democrata | 48.858  | 64,20% | Matt Flynn          | Dem.      | 19.377    | 25,46%    | 76.103  | 29.481      |
| 2004 | Primária | 14 de setembro | Gwen Moore        | Democrata | 48.858  | 64,20% | Tim Carpenter       | Dem.      | 7.801     | 10,25%    | 76.103  | 29.481      |
| 2004 | Geral    | 2 de novembro  | Gwen Moore        | Democrata | 212.382 | 69,60% | Gerald H. Boyle     | Rep.      | 85.928    | 28,16%    | 305.142 | 126.454     |
| 2004 | Geral    | 2 de novembro  | Gwen Moore        | Democrata | 212.382 | 69,60% | Tim Johnson         | Ind.      | 3.733     | 1,22%     | 305.142 | 126.454     |
| 2004 | Geral    | 2 de novembro  | Gwen Moore        | Democrata | 212.382 | 69,60% | Robert R. Raymond   | Ind.      | 1.861     | 0,61%     | 305.142 | 126.454     |
| 2004 | Geral    | 2 de novembro  | Gwen Moore        | Democrata | 212.382 | 69,60% | Colin Hudson        | Con.      | 897       | 0,29%     | 305.142 | 126.454     |
| 2006 | Geral    | 7 de novembro  | Gwen Moore (inc.) | Democrata | 136.735 | 71,31% | Perfecto Rivera     | Rep.      | 54.486    | 28,42%    | 191.742 | 82.249      |
| 2008 | Geral    | 4 de novembro  | Gwen Moore (inc.) | Democrata | 222.728 | 87,63% | Michael D. LaForest | Rep.      | 29.282    | 11,52%    | 254.179 | 193.446     |
| 2010 | Primária | 14 de setembro | Gwen Moore (inc.) | Democrata | 33.107  | 83,63% | Paul Morel          | Dem.      | 6.430     | 16,24%    | 39.589  | 26.677      |
| 2010 | Geral    | 2 de novembro  | Gwen Moore (inc.) | Democrata | 143.559 | 68,98% | Dan Sebring         | Rep.      | 61.543    | 29,57%    | 208.103 | 82.016      |
| 2010 | Geral    | 2 de novembro  | Gwen Moore (inc.) | Democrata | 143.559 | 68,98% | Eddie Ahmad Ayyash  | Ind.      | 2.802     | 1,35%     | 208.103 | 82.016      |
| 2012 | Geral    | 6 de novembro  | Gwen Moore (inc.) | Democrata | 235.257 | 72,21% | Dan Sebring         | Rep.      | 80.787    | 24,80%    | 325.788 | 154.470     |
| 2012 | Geral    | 6 de novembro  | Gwen Moore (inc.) | Democrata | 235.257 | 72,21% | Robert R. Raymond   | Ind.      | 9.277     | 2,85%     | 325.788 | 154.470     |
| 2014 | Primária | 12 de agosto   | Gwen Moore (inc.) | Democrata | 52.413  | 70,91% | Gary R. George      | Democrata | 21.242    | 28,74%    | 73.912  | 31.171      |
| 2014 | Geral    | 4 de novembro  | Gwen Moore (inc.) | Democrata | 179.045 | 70,24% | Dan Sebring         | Rep.      | 68.490    | 26,87%    | 254.892 | 110.555     |
| 2014 | Geral    | 4 de novembro  | Gwen Moore (inc.) | Democrata | 179.045 | 70,24% | Robert R. Raymond   | Ind.      | 7.002     | 2,75%     | 254.892 | 110.555     |
| 2016 | Primária | 9 de agosto    | Gwen Moore (inc.) | Democrata | 55.256  | 84,49% | Gary R. George      | Dem.      | 10.013    | 15,31%    | 65.397  | 45.243      |
| 2016 | Geral    | 8 de novembro  | Gwen Moore (inc.) | Democrata | 220.181 | 76,74% | Robert R. Raymond   | Ind.      | 33.494    | 11,67%    | 254.892 | 110.555     |
| 2016 | Geral    | 8 de novembro  | Gwen Moore (inc.) | Democrata | 220.181 | 76,74% | Andy Craig          | Lib.      | 32.183    | 11,22%    | 254.892 | 110.555     |
| 2018 | Primária | 14 de agosto   | Gwen Moore (inc.) | Democrata | 76.991  | 88,86% | Gary R. George      | Dem.      | 9.468     | 10,93%    | 86.640  | 67.523      |
| 2018 | Geral    | 6 de novembro  | Gwen Moore (inc.) | Democrata | 206.487 | 75,61% | Tim Rogers          | Rep.      | 59.091    | 21,64%    | 273.087 | 147.396     |
| 2018 | Geral    | 6 de novembro  | Gwen Moore (inc.) | Democrata | 206.487 | 75,61% | Robert R. Raymond   | Ind.      | 7.170     | 2,63%     | 273.087 | 147.396     |
| 2020 | Geral    | 3 de novembro  | Gwen Moore (inc.) | Democrata | 232.668 | 74,65% | Tim Rogers          | Rep.      | 70.769    | 22,70%    | 311.697 | 161.899     |
| 2020 | Geral    | 3 de novembro  | Gwen Moore (inc.) | Democrata | 232.668 | 74,65% | Robert R. Raymond   | Ind.      | 7.911     | 2,54%     | 311.697 | 161.899     |
| 2022 | Geral    | 8 de novembro  | Gwen Moore (inc.) | Democrata | 191.955 | 75,27% | Tim Rogers          | Rep.      | 57.660    | 22,62%    | 255.012 |             |
| 2022 | Geral    | 8 de novembro  | Gwen Moore (inc.) | Democrata | 191.955 | 75,27% | Robert R. Raymond   | Ind.      | 5.164     | 2,03%     | 255.012 |             |